# Valonetus puberulus
Valonetus puberulus är en insektsart som först beskrevs av Carl Stål 1874.  Valonetus puberulus ingår i släktet Valonetus och familjen Rhyparochromidae. Inga underarter finns listade i Catalogue of Life.